# クーパー・コック
クーパー・コック（Cooper Koch, 1996年7月16日 - ）は、アメリカ合衆国の俳優。
テレビドラマ『モンスターズ: メネンデス兄弟の物語』のエリック・メネンデス役で知られる。双子の兄は映画編集者のペイトン・コック。

## 来歴
フィットネスコーチの母キャシー・ケイラーと、映画の元視覚効果スタッフで競馬クラブオーナーの父ビリー・コックの息子として、ロサンゼルスのウッドランド・ヒルズに生まれる。祖父のホーク・コックもプロデューサー、曽祖父のハワード・W・コックもプロデューサー兼監督として映画産業に携わっていた。
2007年、祖父がプロデュースした映画『Fracture』で映画デビュー。 2010年、マイリー・サイラスがハンナ・モンタナとして発表した楽曲「Ordinary Girl」のミュージックビデオに出演する。高校でも演劇に打ち込み、『ウエスト・サイド物語』や『真夏の夜の夢』などの舞台に出演した。高校卒業後はペース大学で演劇を学び、在学中から短編映画やテレビドラマに出演する。2018年5月、美術学士号を取得した。
2020年、テレビ映画『A New York Christmas Wedding』で守護天使アズラエル・ガビソン役を演じたほか、Starzのテレビドラマ『POWER/パワー ブックII:ゴースト』にもゲスト出演する。2022年にはカーター・スミス監督のボディホラー映画『Swallowed』で主演に起用され、ゲイポルノ男優を志す青年役を演じた。さらにブラムハウス・プロダクションズ製作のスラッシャー映画『They/Them』にも出演し、ゲイであることを世間に隠してLGBTQ転向療法キャンプに参加するスポーツ選手役を演じた。
2024年、Netflixの犯罪アンソロジーシリーズ『モンスターズ』の第2シーズン『モンスターズ: メネンデス兄弟の物語』で殺人犯のエリック・メネンデス役を演じる。批評家から演技力を高く評価され、第82回ゴールデングローブ賞では男優賞（ミニシリーズ・テレビ映画部門）にノミネートされた。
2024年10月、ユナイテッド・タレント・エージェンシーとエージェント契約を結ぶ。同年11月にイヴ・サンローランのキャンペーンの一環として短編映画『Togetherness』で主演を務め、2025年5月にはプライド月間を記念するカルバン・クラインのキャンペーンでモデルを務めた。

## 人物
父のビリー・コックが東欧系ユダヤ人であることから、ロシア系ユダヤ人とポーランド系ユダヤ人の血を引く。
ゲイであることを公表している。自身のセクシュアリティのためにオーディションで役柄を得ることが難しい時期もあったという。2024年、映画監督のステュアート・マクレーヴと交際していることを明かした。

## 出演

### 映画
| 公開年 | 邦題 原題     | 役名                               | 備考     |
| ------ | ------------- | ---------------------------------- | -------- |
| 2007   | Fracture      | 少年                               |          |
| 2017   | Mine          | コーディ                           | 短編映画 |
| 2018   | Me Da La Lata | アンドレアス・ラウチェ             | 短編映画 |
| 2018   | The Latent    | マシュー                           | 短編映画 |
| 2018   | Decadeless    | リチャード                         | 短編映画 |
| 2019   | Daddy         | ベルボーイ                         | 短編映画 |
| 2021   | 4 Floors Up   | 謎の男                             | 短編映画 |
| 2022   | Swallowed     | ベンジャミン                       |          |
| 2022   | They/Them     | ステュアート・スミス・ウィリアムズ |          |

### テレビ
| 放映年 | 邦題 原題                                                                     | 役名                 | 備考           |
| ------ | ----------------------------------------------------------------------------- | -------------------- | -------------- |
| 2018   | West 40s                                                                      | 列車の少年           | 1エピソード    |
| 2019   | Less Than Zero                                                                | ジュリアン           | テレビ映画     |
| 2020   | A New York Christmas Wedding                                                  | アズラエル・ガビソン | テレビ映画     |
| 2020   | POWER/パワー ブックII:ゴースト Power Book II: Ghost                           | チェイス             | 2エピソード    |
| 2024   | モンスターズ: メネンデス兄弟の物語 Monsters: The Lyle and Erik Menendez Story | エリック・メネンデス | メインキャスト |

### ミュージックビデオ
| 公開年 | 邦題 原題                  | アーティスト     | 役名 |
| ------ | -------------------------- | ---------------- | ---- |
| 2010   | 普通の女の子 Ordinary Girl | ハンナ・モンタナ | 少年 |
| 2015   | Reflection                 | トーキョー       |      |